# Herb gminy Choceń
Herb gminy Choceń – jeden z symboli gminy Choceń, autorstwa Krzysztofa Dorcza, ustanowiony 23 lutego 2012.

## Wygląd i symbolika
Herb przedstawia na tarczy w polu błękitnym pas z prawa w skos w biało-czerwoną szachownicę (belkę św. Bernarda), a po jego lewej stronie srebrną krzywaśń pastorału z motywem koniczyny. Jest to nawiązanie do przynależności Chocenia do zakonu cystersów i opłacania dziesięciny na rzecz biskupów włocławskich. 